# Hennes andra jag

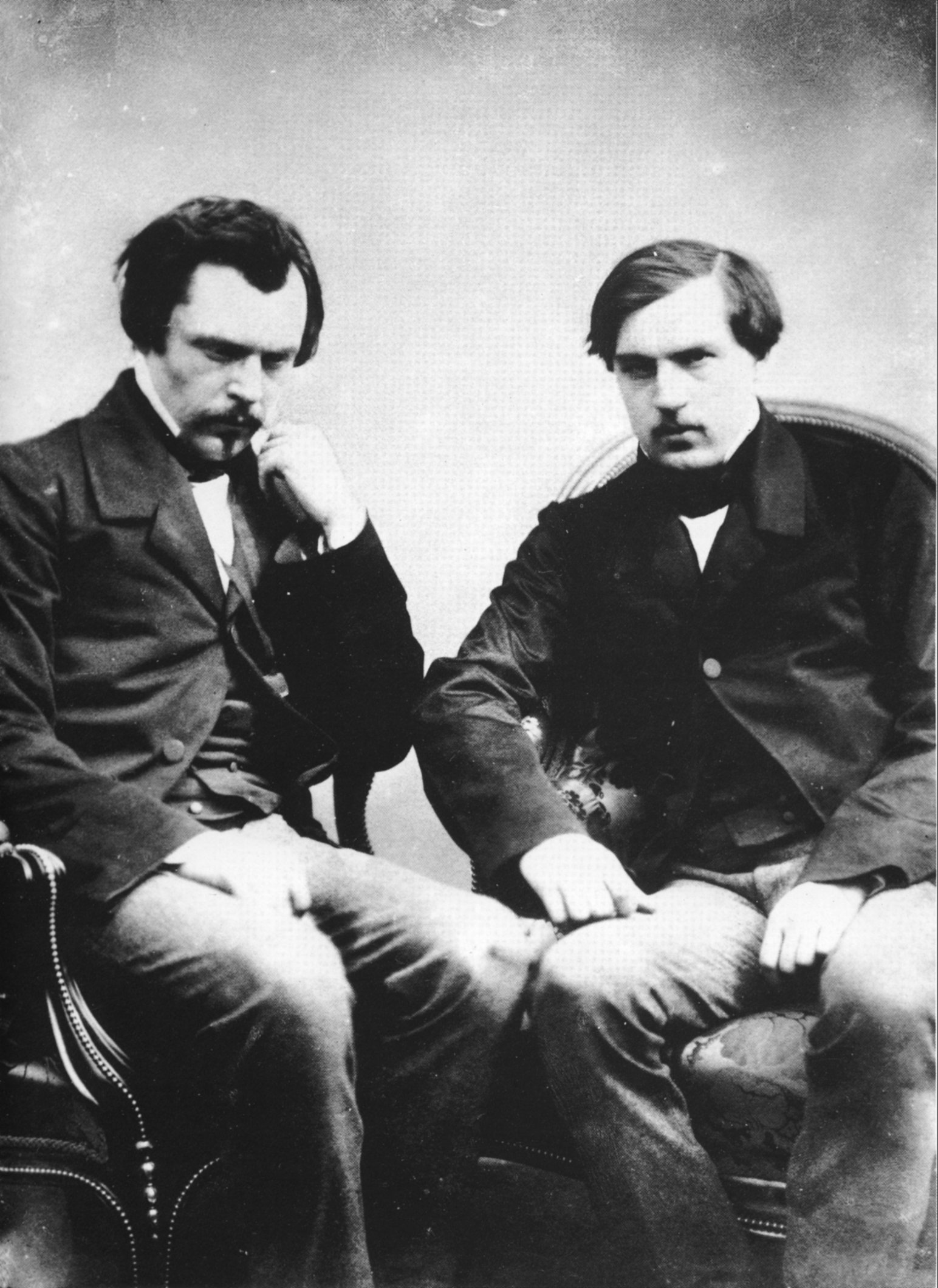
Bröderna Goncourt (Edmond och Jules).

Hennes andra jag är en roman av bröderna Goncourt, utgiven i Frankrike 1865 med titeln Germinie Lacerteux. Anna Bagges svenska översättning utgavs första gången av Wahlström & Widstrand, 1923 med originaltiteln; 1943 gavs den ut på nytt av Natur & Kultur med efterord av E.N. Tigerstedt. I samma volym ingick även Lärjungen av Paul Bourget. 

## Handling
Denna sedeskildring, som bröderna i ett förord närmast ber om ursäkt för att de skrivit, beskriver en hederlig bondflicka och hennes undergång i Paris. Huvudpersonen ska ha baserats på en av brödernas egna tjänarinnor, vilken vid sin död visade sig ha levt ett dubbelliv som hennes arbetsgivare inte märkt. Germinie Lacerteux är en ung kvinna med enkla men starka känslor som jobbar hos den en gång välbärgare men mycket hedersamma mademoiselle Varandeuil. Därigenom har hon själv ett oerhört gott rykte i kvarteret men hennes olycka blir en förälskelse i den unge och sköne men ruttne Jupillon. Därefter genomgår Germinie bland annat en hemlighållen graviditet, skuldsätter sig upp över öronen för sin älskares skull och börjar därefter leva utsvävande sedan han svikit henne. Hela tiden lyckas hon emellertid dölja detta för sin omtänksamma arbetsgivare som ingenting anar förrän i romanens tragiska slutakt.